# Christina Imsen
Christina Imsen, född 3 juli 1951 i Karlshamn, är en svensk sångerska och låtskrivare inom kristen musik.

## Biografi
Imsen växte upp i ett varmt troende hem och fick tidigt sjunga på väckelsekampanjer tillsammans med sin far Erik Sonesson som var riksevangelist inom Svenska Alliansmissionen.
Redan i tonåren släppte hon skivor både med sin bror David Sonesson och med Pelle Karlsson. 1969 träffade hon sin man Per-Arne Imsen som sedan bistått som musiker, producent och fotograf för många av Christina Imsens skivor, där hon som tjugoåring släppte hon 1971 sin första egna skiva Pilgrimens längtan. Hon har givit ut cirka 40 skivor, och däremellan även arbetat som lärare och blivit mor till sju barn samt haft en roll som pastorsfru.
Under en period på 1980-talet riktade sig Imsen mycket mot den spansktalande världen, då hon bland annat gjorde sex inspelningar på spanska och turnerade i Latinamerika. Ett stort antal kassetter med spanskspråkigt material spreds där intäkterna gick till behövande skolbarn i Dominikanska Republiken. Under 2000-talet har hon gett ut flera samlingsskivor på CD. 2006 släpptes skivan ”Frälst”, som har en tydligt evangeliserande framtoning.

### Familj
Christina Imsen är dotter till pastor Erik Sonesson (SAM). 
Hon är gift med Per-Arne Imsen, som är son till Arne Imsen.

## Diskografi
Svenska
- Christina och David Sonesson sjunger EP 1967
- Christina och David Sonesson sjunger EP 1968
- Traktatskiva (Stopp där!!!) (m. Västkustteamet) Flexi Singel 1969
- Traktatskiva (Vart skall du resa) (m. Västkustteamet) Flexi Singel 1969
- Känner du Jesus (m. Ingvar Nilsson/Västkustteamet) Singel 1969
- Tiden är inne (m. Pelle Karlsson/Västkustteamet) LP 1969
- Björngårdsvillan – sånger från TV-programmen LP 1970
- Christina Sonesson till orkester EP 1971
- Pilgrimens längtan LP 1971
- Rut-Mari, Christina och Irene LP 1972
- Varför bygger du Noa en båt LP 1974
- Du mig kallade O Herre LP
- Kristus lever LP 1980
- Isak och Rebecka LP 1982
- Jag sett Guds härlighet LP 1987
- Det finns kraft KB 1994
- Mitt hjärta flödar över KB 1996
- Hittills CD 2000
- Tidigt CD 2001
- Hittills 2 CD 2002
- Pilgrimens längtan CD 2003
- Hittills 3 CD 2003
- Frälst CD 2006
- Psalm och Visa CD 2008
- Min sång CD 2013
- Fri & Förlåten CD 2023

Engelska
- Isaac and Rebecca KB
- I’ve seen God’s glorousness KB

Norska
- Isak og Rebekka KB
- Jeg sett Guds herlighet KB
- Bring blott bud KB

Franska
- Merci Seigneur KB

Spanska
- Cristo es la peña KB
- Yo vi su gloria KB
- Regresa a la Fuente KB
- Habla Dios a mi corazon KB
- Somos peregrinos KB
- Un rio brota de la cruz KB

Kroatiska
- Kad iman te CD 2003